# كفر داود مطر
قرية كفر داود مطر هي إحدى القرى التابعة لمركز ميت غمر في محافظة الدقهلية في جمهورية مصر العربية. حسب إحصاءات سنة 2006، بلغ إجمالي السكان في كفر داود مطر 1396 نسمة، منهم 725 رجل و671 امرأة.